# Prix Lletra d'Or
Le prix Lletra d'Or (en catalan : Premi Lletra d'Or) est un prix littéraire qui est attribué chaque année par un jury indépendant au meilleur livre écrit en langue catalane. Le prix est dépourvu de dotation économique, mais bénéficie d'un grand prestige dans le milieu culturel catalan, et le lauréat se voit décerner une sculpture conçue par Manuel Capdevila (es).

## Histoire
Le prix est créé en 1956 par Enric Badosa, Maria Aurèlia Capmany, Josep Maria Castellet, Antoni Comas (ca), Fèlix Cucurull (ca), Gonçal Lloveras (ca), Joan Teixidor i Comes (ca), Frederic-Pau Verrié (ca) et Antoni Vilanova, sans qu'un règlement écrit n'ait jamais été rédigé,.
Le prix décerné est une sculpture conçue par Manuel Capdevila représentant la lettre grecque phi (Φ) d’orfèvrerie, symbole classique de l'équilibre.

## Jury
Les créateurs du prix, Enric Badosa, Maria Aurèlia Capmany, Josep Maria Castellet, Antoni Comas, Fèlix Cucurull, Gonçal Lloveras, Joan Teixidor, Frederic-Pau Verrié et Antoni Vilanova sont aussi les membres du premier jury. Les membres du jury participent aux élections pour la dernière fois l'année de leurs 50 ans, à la suite de quoi ils désignent personnellement leur successeur.

## Lauréats

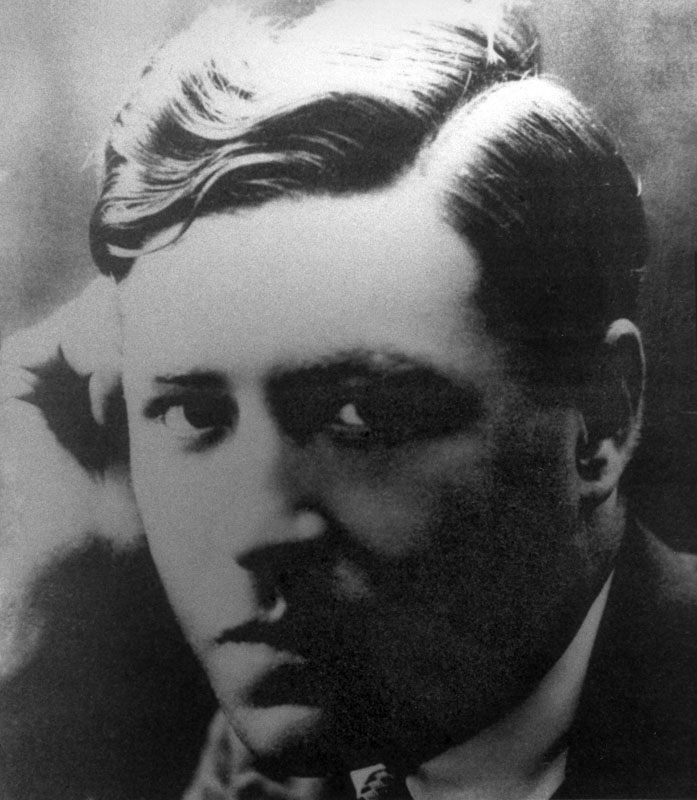
Josep Pla en 1917.

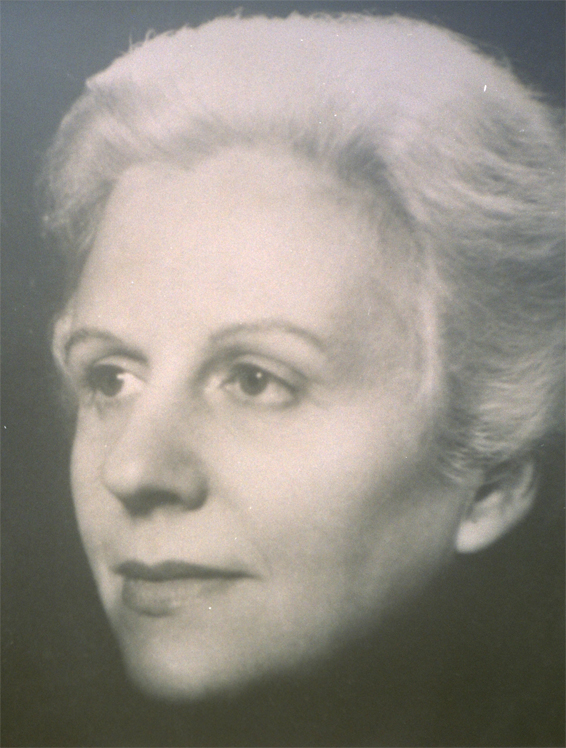
Mercè Rodoreda.

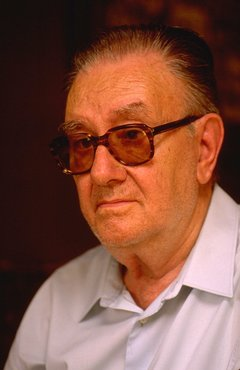
Joan Brossa en 1998.

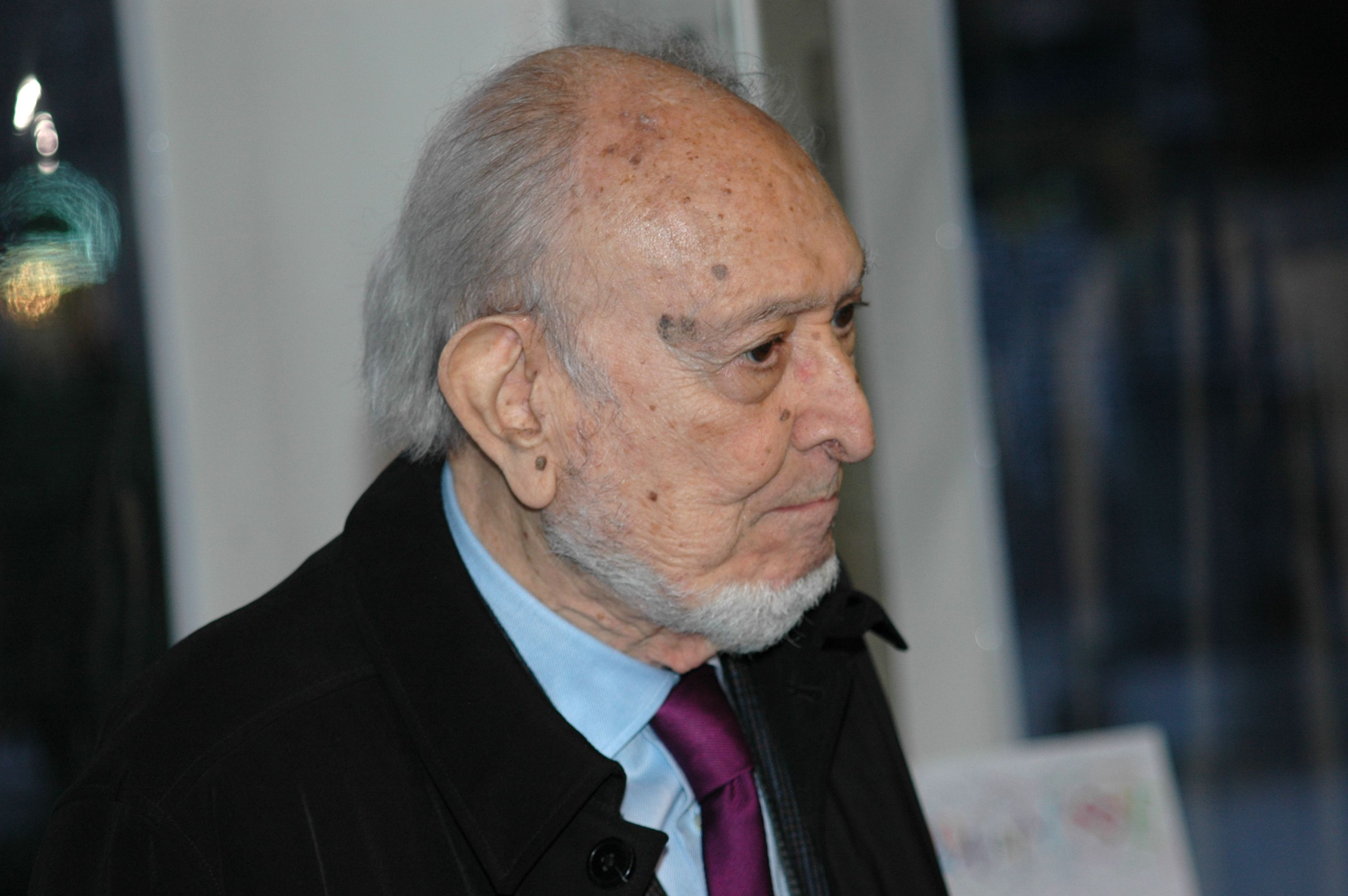
Josep Maria Castellet en 2009.

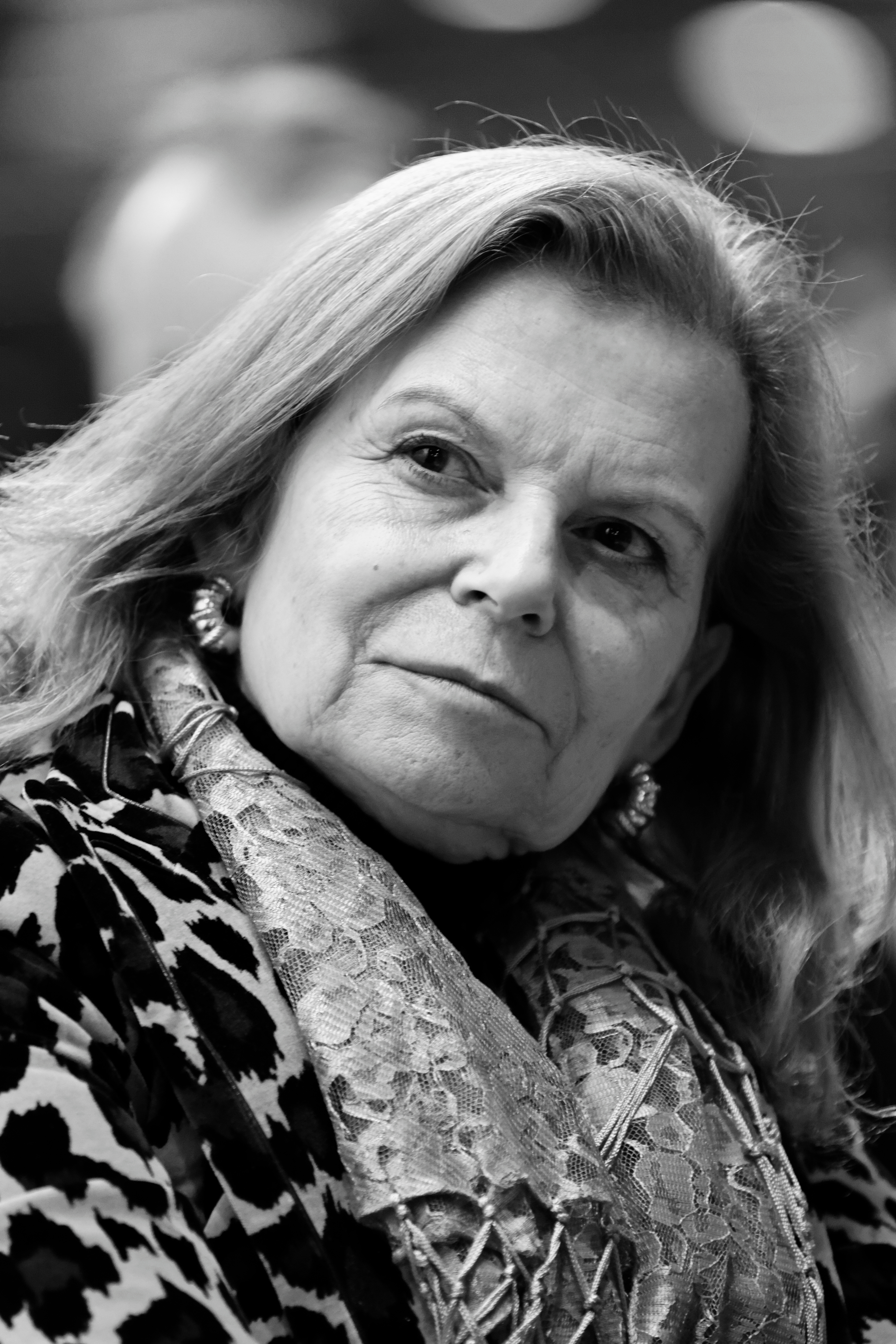
Carme Riera en 2013.

Le prix est décerné tous les ans en mai pour récompenser un livre écrit en catalan, quel que soit son genre. L'un des critères d'obtention du prix est qu'un auteur ne peut être lauréat qu'une fois.
L'une des traditions instaurées depuis la première édition est que l'éditeur du livre récompensé invite les membres du jury et l'auteur à un dîner. Lors de celui-ci, un joaillier de la famille Capdevila (descendant de l'auteur de la sculpture) remet la sculpture à l'écrivain récipiendaire du prix.
Par ailleurs, il est implicitement demandé à l'éditeur de « récompenser » son écrivain, que ce soit financièrement ou en imprimant une nouvelle édition du livre.
- 1956 : Salvador Espriu, pour Final del laberint
- 1957 : Josep Pla, pour Barcelona
- 1958 : Josep Carner, pour Absència
- 1959 : Ramon d'Abadal, pour Els primers comtes catalans
- 1960 : Clementina Arderiu, pour És a dir
- 1961 : Josep Vicenç Foix, pour Onze Nadals i un Cap d'Any
- 1962 : Pere Quart, pour Vacances pagades
- 1963 : Joan Fuster, pour Nosaltres els valencians
- 1964 : Josep Benet, pour Maragall i la Setmana Tràgica
- 1965 : Jordi Rubió (ca), pour La cultura catalana, del Renaixement a la Decadència
- 1966 : Manuel de Pedrolo, pour Cendra per Martina
- 1967 : Gabriel Ferrater, pour Teoria dels cossos
- 1968 : Marià Manent (ca), pour Com un núvol lleuger
- 1969 : Xavier Rubert de Ventós (ca), pour Teoria de la sensibilitat
- 1970 : Joan Teixidor (ca), pour Quan tot es trenca
- 1971 : Alexandre Cirici, pour L'art català contemporani
- 1972 : Joan Coromines, pour Lleures i converses d'un filòleg
- 1973 : Maurici Serrahima (ca), pour Del passat quan era present
- 1974 : Joan Vinyoli, pour I encara les paraules
- 1975 : Vicent Andrés Estellés, pour Les pedres de l'àmfora
- 1976 : Mercè Rodoreda, pour Mirall trencat
- 1977 : Miquel Martí i Pol, pour El llarg viatge
- 1978 : Pere Gimferrer, pour L'espai desert
- 1979 : Pere Calders, pour Invasió subtil i altres contes
- 1980 : Miquel Batllori (ca), pour A través de la història i de la cultura
- 1981 : Joan Brossa, pour Rua de llibres
- 1982 : Josep Maria Llompart, pour La capella dels Dolors i altres poemes
- 1983 : Josep Maria Nadal (ca) et Modest Prats (ca) pour Història de la llengua catalana
- 1984 : Xavier Benguerel i Llobet, pour Appassionata
- 1985 : Joan Francesc Mira, pour Crítica de la nació pura
- 1986 : Maria Àngels Anglada, pour Sandàlies d'escuma
- 1987 : Feliu Formosa (ca) pour Semblança
- 1988 : Blai Bonet, pour El jove
- 1989 : Josep Maria Castellet, pour Els escenaris de la memòria
- 1990 : Jordi Sarsanedas (ca), pour Fins a un cert punt
- 1991 : Francesc Parcerisas (ca), pour Triomf del present
- 1992 : Narcís Comadira, pour En quarantena
- 1993 : Terenci Moix, pour El sexe dels àngels
- 1994 : Ramon Solsona i Sancho, pour Les hores detingudes
- 1995 : Carme Riera, pour Dins el darrer blau
- 1996 : Joaquim Molas (ca) pour Obra crítica I
- 1997 : Jaume Cabré, pour L'ombra de l'eunuc
- 1998 : Josep Palau, pour Estimat Picasso
- 1999 : Martí de Riquer, pour Quinze generacions d'una família catalana
- 2000 : Quim Monzó, pour Vuitanta-sis contes
- 2001 : Marius Serra, pour Verbàlia
- 2002 : Baltasar Porcel, pour L'emperador o l'ull del vent
- 2003 : Montserrat Abelló, pour Al cor de les paraules
- 2004 : Emili Teixidor, pour Pa negre
- 2005 : Empar Moliner (ca), pour T'estimo si he begut
- 2006 : Josep Maria Espinàs, pour A peu per Mallorca
- 2007 : Sergi Pàmies, pour Si menges una llimona sense fer ganyotes
- 2008 : Lluïsa Cunillé (ca), pour Après moi, le déluge
- 2009 : Julià Guillamon (ca), pour El dia revolt: literatura catalana de l'exili
- 2010 : Joan-Daniel Bezsonoff, pour Una educació francesa
- 2011 : Jordi Puntí (ca), pour Maletes perdudes
- 2012 : Perejaume, pour Pagèsiques
- 2013 : Josep Pedrals (ca), pour El Romanço d’Anna Tirant
- 2014 : Joan-Lluís Lluís, pour Les cròniques del déu coix
- 2015 : Mireia Calafell, pour Tantes mudes
- 2016 : Màrius Sampere, pour L'esfera insomne
- 2017 : Lluís Solà, pour Poesia Completa[3]
- 2018 : Jordi Llavina, pour Ermita[4]
- 2019 : Enric Casasses, pour El nus la flor[5]
- 2020 : Lucia Pietrelli (es), pour Lítica
- 2021 : Núria Cadenas (es), pour Guillem